# Талапты (Атамекенский сельский округ)
Талапты (каз. Талапты) — село в Жетысайском районе Туркестанской области Казахстана. Входит в состав Атамекенского сельского округа. Код КАТО — 514465880.

## Население
В 1999 году население села составляло 727 человек (375 мужчин и 352 женщины). По данным переписи 2009 года, в селе проживали 1032 человека (521 мужчина и 511 женщин).